# Xanthotis provocator
Xanthotis provocator е вид птица от семейство Meliphagidae.

## Разпространение
Видът е разпространен във Фиджи.